# Beautiful Boyz
Albums de Cocorosie
La Maison de mon rêve
(2004) Noah's Ark
(2005)
Beautiful Boyz est un maxi de CocoRosie, sorti le 14 septembre 2004. Les deux premières chansons sont tirées du premier album du groupe, La Maison de mon rêve. La chanson éponyme est une version différente de celle de l'album suivant Noah's Ark.

## Liste des titres
1. By Your Side – 3:59
2. Terrible Angels – 4:11
3. Beautiful Boyz – 3:27